# كيم هيون سو (ممثلة)
كيم هيون سو (هانغل: 김현수) ممثلة من كوريا الجنوبية ولدت في 23 يونيو 2000 في اوسان، إقليم جيونغ جي، كوريا الجنوبية بدأت مشوارها الفني عام 2010.

## روابط خارجية
- كيم هيون سو في هانسينما
- كيم هيون سو على موقع IMDb (الإنجليزية)
- كيم هيون سو على موقع قاعدة بيانات الفيلم (الإنجليزية)